# Carlsberg VIII-papyrusen

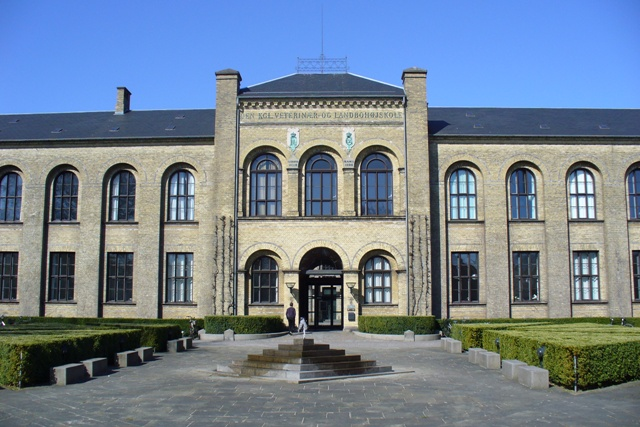
Carlsberg 8-papyrusen förvaras idag på Köpenhamns universitet.

Carlsberg VIII-papyrusen (P. Carlsberg VIII) är ett papyrusfynd från antikens Egypten och är bland de äldsta bevarade skrifter om medicin. Manuskriptet dateras till cirka 1200-talet f.Kr. och förvaras idag på Egyptiska institutionen vid Köpenhamns universitet i Köpenhamn.

## Manuskriptet
Carlsberg VIII-papyrusen är endast en fragmenterad papyrusbit men med text på både rectosidan och versosidan.
Skriften på rectosidan innehåller texter om gynekologi, obstetrik och graviditet, versosidan har texter om ögonåkommor (oftalmologi).
Texten är skriven i hieratisk skrift och manuskriptet dateras till mellan 1350 och 1200 f.Kr. under Egyptens nittonde dynasti eller Egyptens tjugonde dynasti. Texten är dock skriven i en stil som var vanlig under Egyptens tolfte dynasti.
Manuskriptet har likheter med Berlin-papyrusen och Kahun-papyrusen.

## Historia
Det är inte känt när papyrusfragmentet upptäcktes, det inköptes genom medel från Carlsbergfonden till Papyrus Carlsbergsamlingen, samlingen inrättades 1930 av professor H. O. Lange. 1939 flyttades den omfattande samlingen med bland annat Carlsberg VIII-papyrusen till Egyptiska Institutionen (Carsten Niebuhr Instituttet, CNI), vid universitetet i Köpenhamn.
Manuskriptet är ett av de bevarade fornegyptiska medicinska papyrer, hittills har endast texten på rectosidan studerats.
1939 publicerade Erik Iversen en beskrivning i artikeln Papyrus Carlsberg No. VIII with some remarks on the Egyptian origin of some popular birth prognoses i tidskriften "Historisk-filologiske Meddelelser" (26.5:1-31, utgivare Det Kongelige Danske Videnskabernes Selskab).
1958 publicerade tyske egyptologen Hermann Grapow en beskrivning i "Grundriss der Medizin der alten Ägypter IV".
Vissa forskare anser att manuskriptet även bekräftar ett vulkaniskt nedfall över Egypten, närmare bestämt från vulkanutbrottet på ön Santorini under tidiga bronsåldern. Liknande beskrivningar återfinns även i London-papyrusen, Hearst-papyrusen och Ramesseum papyri.
Manuskriptets arkivnummer på Carsten Niebuhr Institutet är P. Carlsberg VIII.